# Dianthidium cressonii
Dianthidium cressonii är en biart som först beskrevs av Dalla Torre 1896.  Dianthidium cressonii ingår i släktet Dianthidium och familjen buksamlarbin. Inga underarter finns listade i Catalogue of Life.